# Europäisches Zentrum für Weltraumanwendungen und Telekommunikation

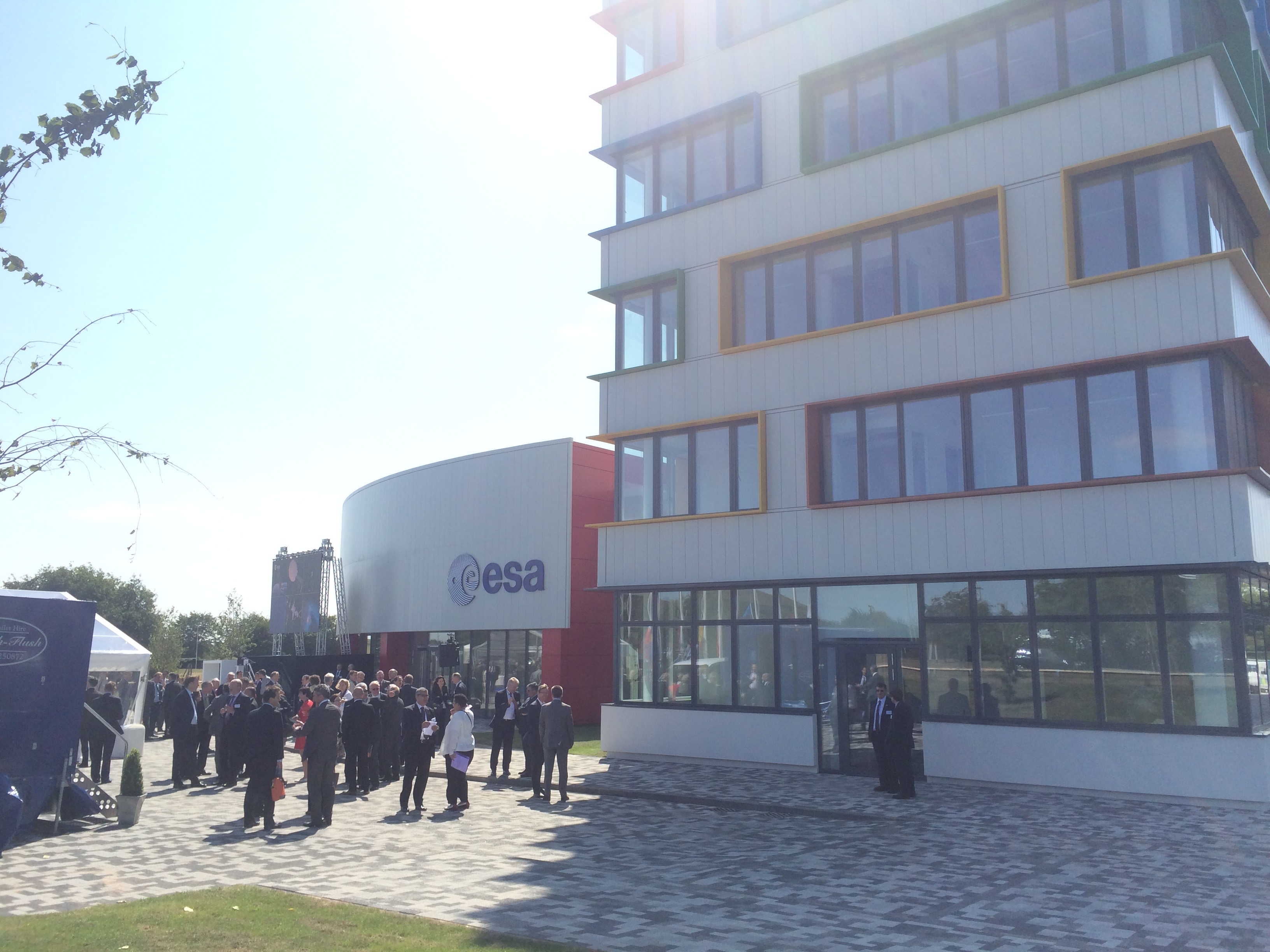
Das ECSAT-Gebäude (im Vordergrund) auf dem "Harwell Science and Innovation Campus"

Das European Centre for Space Applications and Telecommunications oder ECSAT, das Europäische Zentrum für Weltraumanwendungen und Telekommunikation, befindet sich in Didcot im Vereinigten Königreich. Die Einrichtung der ESA befindet sich auf dem Harwell Science and Innovation Campus zusammen mit zahlreichen anderen Forschungseinrichtungen, Technologie- und Raumfahrttechnikunternehmen. Das Gebäude der ECSAT ist benannt nach Roy Gibson, dem ersten Generaldirektor der ESA.
ECSAT betreibt oder unterstützt folgende Einrichtungen, häufig gemeinsam mit Industriepartnern:
- Directorate of Connectivity and Secure Communications
- Moonlight Programm: entwickelt zusammen mit Industriepartnern ein Satellitennavigations- und Kommunikationssystem für künftige Mondmissionen mit einer eigenen Satellitenkonstellation. Das System soll auch für kommerzielle Mondmissionen nutzbar sein.
- 5G/6G Hub: Eine Forschungs- und Demonstrationseinrichtung zur Förderung von 5G und Entwicklung von 6G Technologie
- Directorate of Commercialisation, Industry and Competitiveness: Unterstützt Unternehmen bei der Entwicklung und Vermarktung von weltraumbasierten Produkten und Dienstleistungen
- Space Solutions: Unterstützt Unternehmen durch Lösungen mit Integration von Satellitenverbindungen und Satellitendaten
- Business Incubation Centre UK: Unterstützt Unternehmen bei der Vermarktung von satellitenbasierten Lösungen. Weitere Standorte gibt es in Daresbury, Edinburgh und Leicester.
- Climate Office: bündelt die Aktivitäten der ESA zum Thema Klima
- Climate Change Initiative: Ermöglicht die Umsetzung der Satellitendaten in Informationen, die dabei helfen, die Klimakrise zu bewältigen. Unterstützt Regierungen, Unternehmen und Kommunen bei der Anpassung an die Auswirkung.
- CMIP international project office: Betreibt das Coupled Model Intercomparison Project (CMIP). Dieses modelliert den Klimawandel für vergangene, gegenwärtige und zukünftige Veränderungen des Klimas.
- Vulcan Facility: Beherbergt eine Sammlung von irdischen Gesteins- und Staubproben, die Gesteine und Staub auf anderen Planeten in ihren Eigenschaften nachahmen. Hilft bei der Entwicklung von Technologie, die in künftigen Missionen eingesetzt werden soll. Ermöglicht die Entwicklung von Technologie zur Gewinnung, Verbringung und Aufbereitung von außerirdischen Materialproben, beispielsweise bei einer Sample Return Mission.
- Spaceship ECSAT: eines von drei europaweit bestehenden Spaceships. Erlaubt Studierenden, die Herausforderungen von bemannten und unbemannten Missionen zu erfahren. Dazu wird virtuelle und  erweiterte Realität eingesetzt. Unterstützt bei der Entwicklung von Systemen, die Astronauten unterstützen sollen.
- RAL Advanced Manufacturing: Untersucht den Einsatz von 3-D-Druckertechnologie für Raummissionen im Rutherford Appleton Laboratory
- Magali Vaissiere Conference Centre: ein Ort für Konferenzen und Events der ESA, mit einer Halle für 300 Besucher. Benannt nach Magali Vaissiere, einer früheren Direktorin der Einrichtung[2]